# Koszorú (virágfüzér)

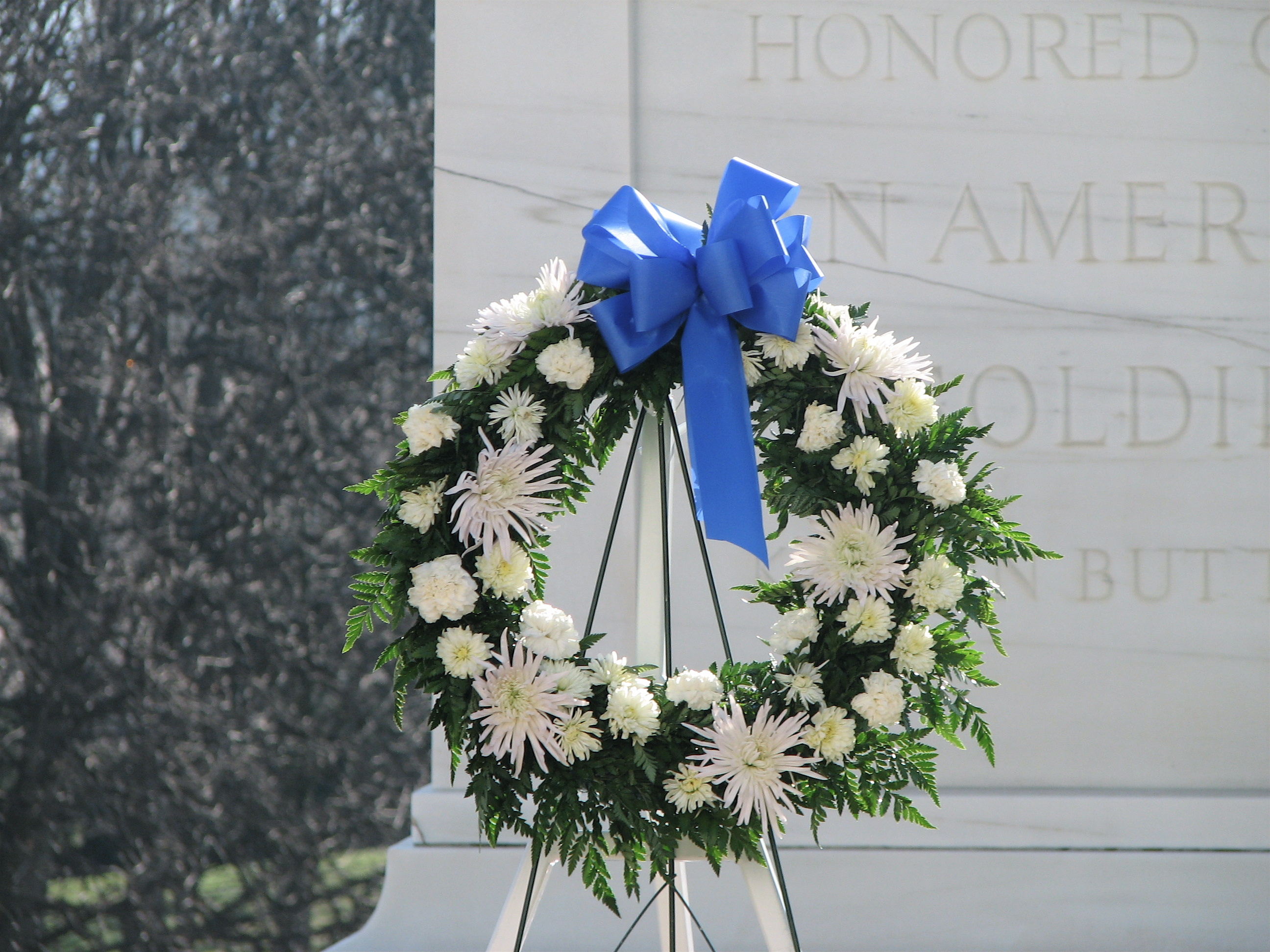
Koszorú

A koszorú kör alakú levél- és/vagy virágfüzér, mely vágott vagy újabban utánzott művirágból készül. Már az ókorban ünnepi díszül szerepelt az áldozatok és a lakomák alkalmával; a harcban vagy a versenyjátékban a győztest, vagy a kiváló polgárokat is koszorúval szokták volt megtisztelni. Kegyeleti sírdíszként is szolgál.
A szláv országokban a lányok és fiatal nők mindig is viselték a koszorút, ami a tisztaság és a termékenység szimbólumának számít. A koszorúk vélhetően pogány eredetűek, már azelőtt léteztek, hogy a 10. században a kereszténység megjelent a keleti szláv világban.